# Zosina
Zosina – część wsi Emilianów w Polsce, położona w województwie wielkopolskim, w powiecie kaliskim, w gminie Koźminek.
Zosina wchodzi w skład sołectwa Emilianów.
W latach 1975–1998 Zosina administracyjnie należała do województwa kaliskiego.